# Cratere Afiruwa
Afiruwa  è un cratere sulla superficie di Venere.